# Guillaume III de Provence
Guillaume III, mort en 1037, est comte de Provence de 1014 à 1037. Il est fils de Rotboald II, comte de Provence et d'Ermengarde.

## Biographie
Guillaume est le fils de Rotboald II, comte de Provence et d'Ermengarde. Sa mère semble s'être remariée, selon Georges de Manteyer ou plus récemment par le médiéviste Laurent Ripart, à Rodolphe III, roi de Bourgogne. Mais cette thèse ne fait pas l'unanimité.
Il est mentionné principalement entre 1030 à 1037, notamment par une donation avec son épouse à l'abbaye de Saint-Victor de Marseille (Cartulaire de Saint- Victor, n°681). Il est ainsi marié à Lucie (ego Willelmus, nobilissimus comes, et uxor mea, nomine Lucia), dont l'origine reste inconnue, et dont il n'a pas d'enfant. Il succède ainsi à son père, à la tête du comté, avant 1014, sous le nom de Guillaume III (ou IV pour la médiéviste Eliana Magnani, qui désigne Guillaume II de Provence comme portant le numéro III). Sa sœur, Emma, mariée à Guillaume III Taillefer, comte de Toulouse, lui succède.
En 1016, Guillaume et son frère Hugues sont présentés par leur mère à l'empereur Henri II à une assemblée à Strasbourg.